# Eurovisiesongfestival 1992
Het Eurovisiesongfestival 1992 was het zevenendertigste Eurovisiesongfestival en vond plaats op 9 mei 1992 in Malmö, Zweden.
Het programma werd gepresenteerd door Lydia Cappolicchio en Harald Treutiger.
Van de 23 deelnemende landen won Ierland met het nummer Why me?, uitgevoerd door Linda Martin.
Dit lied kreeg 155 punten, 58,7% van het aantal mogelijke punten.
Met 139 punten werd Verenigd Koninkrijk tweede, gevolgd door Malta op de derde plaats met 123 punten.
Na de Zweedse overwinning van het jaar ervoor werd gekozen voor Malmö, de op twee na grootste stad van Zweden. Het decor bestond uit de voorkant van een Vikingschip.
Nadat in 1991 Malta de plaats van Nederland mocht innemen (vanwege Dodenherdenking nam Nederland niet deel aan de editie van 1991), besloot de EBU om het aantal deelnemers toch te verhogen naar 23 en zodoende kon Nederland alsnog meedoen. Het zou het grootste deelnemersveld zijn tot dan toe. Dit festival markeert ook het laatste optreden van Joegoslavië, een land dat in totaal 27 keer deelnam en één keer won, in 1989. Vanaf 1993 zouden de verschillende ex-Joegoslavische republieken als zelfstandige naties deelnemen.

## Puntentelling

### Stemstructuur
Net als vorig jaar werden in de nationale jury punten toegekend aan elk liedje. Het liedje met het meest aantal stemmen, kreeg twaalf punten. De tweede keus kreeg tien punten en de derde plaats tot en met tiende plaats kregen acht tot en met één punten. Stemmen op het eigen land is niet toegestaan.

### Score bijhouden
Er was geen fysiek scorebord aanwezig in de zaal, maar werd gebruikgemaakt van een videoprojectie.
De landen stonden in het Engels op het overzicht.
Voor de naam was de vlag te zien.
Achter elk land stond het totaal aantal punten.
De gegeven punten werden zichtbaar gemaakt door ze achter de landnaam, voor de totaalscore, neer te zetten. Die landnamen en de balk waarin ze stonden veranderden van kleur.
De gegeven punten werden gelijk bij het totaal van het land opgeteld.
De presentatoren stonden op het podium achter een desk.
Het land dat de punten aan het doorgeven was, was herkenbaar doordat de vlag voor de landnaam wapperde.
Het leidende land werd af en toe na een stemming duidelijk doordat de landnaam van dat land geel oplichtte. Af en toe verschenen ook de vijf hoogst scorende landen apart in beeld.

### Stemmen
Het bellen van de landen ging op volgorde van deelname.
Het geven van de punten gebeurde in volgorde van laag naar hoog.
De vertegenwoordiger van het land noemde het land en het aantal punten in het Engels of Frans.
Een van de presentatoren herhaalde dit in de taal waarin de punten gegeven werden.
om daarna beide gegevens in de andere taal te herhalen.
Daarbij werd zowel in het Engels als het Frans points gebruikt.

### Beslissing
Tot ongeveer de helft van de puntentelling leek het te gaan tussen Italië, Ierland, Malta en het Verenigd Koninkrijk. Maar in de tweede helft van de puntentelling werden Italië en Malta langzaam uitgeschakeld. Bij de Duitse jury (voorlaatste) was het gedaan: Ierland kwam op een voorsprong die niet meer in te halen was en dus had Linda Martin voor de vierde Ierse overwinning gezorgd, slechts vijf jaar na de laatste in 1987. Deze overwinning zou de eerste van de vier Ierse overwinningen zijn in de jaren 90.

### Resultaat
| Plaats | Land                | Artiest                      | Titel                    | Taal                      | Punten |
| ------ | ------------------- | ---------------------------- | ------------------------ | ------------------------- | ------ |
| 1      | Ierland             | Linda Martin                 | Why me?                  | Engels                    | 155    |
| 2      | Verenigd Koninkrijk | Michael Ball                 | One step out of time     | Engels                    | 139    |
| 3      | Malta               | Mary Spiteri                 | Little child             | Engels                    | 123    |
| 4      | Italië              | Mia Martini                  | Rapsodia                 | Italiaans                 | 111    |
| 5      | Griekenland         | Cleopatra                    | Olou tou kosmou i elpida | Grieks                    | 94     |
| 6      | Israël              | Dafna Dekel                  | Ze rak sport             | Hebreeuws                 | 85     |
| 7      | IJsland             | Heart 2 Heart                | Nei eða já               | IJslands                  | 80     |
| 8      | Frankrijk           | Kali                         | Monté la riviè           | Frans, Antiliaans Creools | 73     |
| 9      | Nederland           | Humphrey Campbell            | Wijs me de weg           | Nederlands                | 67     |
| 10     | Oostenrijk          | Tony Wegas                   | Zusammen geh'n           | Duits                     | 63     |
| 11     | Cyprus              | Evridiki                     | Teriazoume               | Grieks                    | 57     |
| 12     | Denemarken          | Lotte Nilsson & Kenny Lübcke | Alt det som ingen ser    | Deens                     | 47     |
| 13     | Joegoslavië         | Extra Nena                   | Ljubim te pesmama        | Servisch                  | 44     |
| 14     | Spanje              | Serafín Zubiri               | Todo esto es la música   | Spaans                    | 37     |
| 15     | Zwitserland         | Daisy Auvray                 | Mister music man         | Frans                     | 32     |
| 16     | Duitsland           | Wind                         | Träume sind für alle da  | Duits                     | 27     |
| 17     | Portugal            | Dina                         | Amor d'água fresca       | Portugees                 | 26     |
| 18     | Noorwegen           | Merethe Trøan                | Visjoner                 | Noors                     | 23     |
| 19     | Turkije             | Aylin Vatankoş               | Yaz bitti                | Turks                     | 17     |
| 20     | België              | Morgane                      | Nous on veut des violons | Frans                     | 11     |
| 21     | Luxemburg           | Marion Welter & Kontinent    | Sou fräi                 | Luxemburgs                | 10     |
| 22     | Zweden              | Christer Björkman            | I morgon är en annan dag | Zweeds                    | 9      |
| 23     | Finland             | Pave                         | Yamma-yamma              | Fins                      | 4      |

## Deelnemers
Na enkele tweedeplaatsten (1988 en 1989) en teleurstellende resultaten (1990 en 1991) namen de Britten dit songfestival uiterst serieus en stuurden een musicalster naar Malmö: Michael Ball. Met de eigentijdse pop-song 'One Step Out of Time' moest hij voor de vijfde Britse overwinning zorgen. Ook de Ieren stuurden een professional, en wel Linda Martin die al eerder had meegedaan aan het songfestival, overigens met goede resultaten (1984, tweede plaats). Haar geheime wapen was de auteur van haar lied: Johnny Logan, tweevoudig winnaar van het songfestival (1980 en 1987).
Andere titelkandidaten waren de Italiaanse Mia Martini met haar nummer Rapsodia, en Mary Spiteri, die Malta vertegenwoordigde, dat na de zesde plaats in 1991 meteen weer de songfestivalsmaak te pakken had.

### België en Nederland
België werd door Morgane vertegenwoordigd met het nummer Nous on veut des violons. Nederland stuurde Humphrey Campbell met het nummer Wijs me de weg.

### Terugkerende artiesten
| Land      | Artiest                                           | Plaats | Eerdere deelname                 | Plaats toen |
| --------- | ------------------------------------------------- | ------ | -------------------------------- | ----------- |
| Duitsland | Wind                                              | 16     | Duitsland 1985                   | 2           |
| Duitsland | Wind                                              | 16     | Duitsland 1987                   | 2           |
| Ierland   | Linda Martin                                      | 1      | Ierland 1984                     | 2           |
| IJsland   | Sigríður Beinteinsdóttir (deel van Heart 2 Heart) | 7      | IJsland 1990 (deel van Stjórnin) | 4           |
| IJsland   | Grétar Örvarsson (deel van Heart 2 Heart)         | 7      | IJsland 1990 (deel van Stjórnin) | 4           |
| Italië    | Mia Martini                                       | 4      | Italië 1977                      | 13          |

De Cypriotische Evridiki was al 3 keer backing vocal maar trad nu op de voorgrond, de vorige 2 jaar werd ze telkens 2de in de preselectie.

### Nationale keuzes
Lea Lupatin van Chocolad Menta Mastik (Eurovisiesongfestival 1976) werd 5de in de Israëlische finale. In Turkije waren Melis Sökmen en Candan Erçetin van de partij. In Zweden was Kikki Danielsson (ESF '82 en '85) 4de. Renato (ESF '75) zat in de Maltese finale. Helga Möller van ICY werd 5de in IJsland. In Finland waren oud-deelnemers Riki Sorsa, Kirka en Sonja Lumme van de partij. In Ierland werd de groep Luv Bug (ESF '86) laatste. In Denemarken werd de groep Fenders die in 1987 als Bandjo backingroep was 3de. In Joegoslavië werden de Barudzija Sisters 11de, Izolda Barudzija was lid van Aska (ESF '82) en zong 2 jaar later met Vlado.
Wencke Myhre werd 3de in Noorwegen. In 1968 werd ze 6de voor West-Duitsland en bouwde intussen een heuse carrière uit in dat land. Nu wilde ze aantreden voor haar vaderland, maar mislukte. Lena Valaitis die in '81 nog 2de werd voor Duitsland moest nu tevreden zijn met een 3de plaats in de preselectie. Laura Vlasblom van de groep Frizzle Sizzle (Eurovisiesongfestival 1986) werd 2de in Nederland.

### Kaart

Deelnemende landen
Landen die al meegedaan hebben maar niet meedoen